# تالاچین
تالاچین (به لاتین: Talachyn) یک منطقهٔ مسکونی در بلاروس است که در منطقه ویتبسک واقع شده‌است. تالاچین ۹٬۹۰۰ نفر جمعیت دارد و ۱۹۹ متر بالاتر از سطح دریا واقع شده‌است.